# Ahcène Derrahi
 (décembre 2018).
Ahcène Derrahi est un footballeur algérien né le 26 avril 1980 à Constantine. Il évoluait au poste de milieu défensif.

## Biographie
Il évolue en Division 1 avec les clubs du CS Constantine, de la JSM Béjaïa, et du CA Bordj Bou Arreridj.
En 2008, il remporte la Coupe d'Algérie avec la JSM Béjaïa, en battant le WA Tlemcen après une séance de tirs au but. Derrahi est titulaire lors de cette finale disputée à Blida.

## Palmarès
- Vainqueur de la coupe d'Algérie en 2008 avec la JSM Béjaïa.
- Accession en Ligue 1 en 2004 et 2011 avec le CS Constantine.
- Accession en Ligue 1 en 2007 avec l'AS Khroub.